# One Nation Under CCTV
Pour les articles homonymes, voir One Nation.
One Nation Under CCTV est une œuvre d'art urbain de Banksy, peinte à Londres en 2008 et effacée au bout d'un an, de façon controversée.

## Localisation

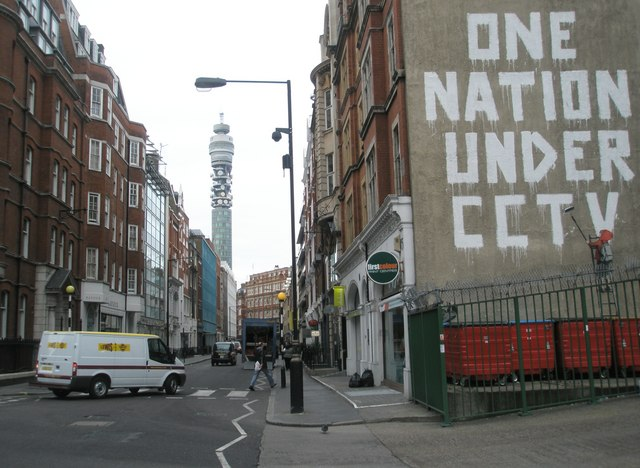
Vue sur l'œuvre et sur Newman Street, avec en arrière-plan la BT Tower située à environ 500 mètres.

Avant d'être effacée en 2009, l'œuvre s'étendait sur le mur latéral du 15 Newman Street (en) à Fitzrovia, quartier informel à la limite entre West End et Central London. Administrativement cet immeuble fait partie de la Cité de Westminster, à la limite avec le borough londonien de Camden.
Ce mur donnait sur le parking situé à l'arrière du Western District Post Office, un centre de tri du courrier du Royal Mail dont l'entrée principale se trouvait au 35–50 Rathbone Place (en).

Ce bâtiment postal et son parking sont démolis en 2014 pour laisser place à un ensemble d'immeubles de logements, de bureaux et de commerces. Le 15 Newman Street n'est pas démoli dans l'opération, mais l'un des nouveaux immeubles lui est contigu, si bien que son mur latéral, qui accueillait l'œuvre, n'est désormais plus visible.

## Description
L'œuvre est une peinture murale de 7 mètres sur un mur aveugle, peinte au pochoir dans le style de l'artiste urbain Banksy. Elle comporte la phrase « One Nation Under CCTV » peintes en blanc en lettres capitales, à raison d'un mot par ligne. En bas, sur la droite, un enfant, portant un haut rouge à capuche et monté sur une échelle, semble peindre le « T » de « CCTV » à l'aide d'un rouleau à peinture. À gauche, un policier photographie ou filme la scène. Un chien policier est assis à ses pieds.
La phrase « one nation under CCTV » signifie littéralement « une nation sous vidéosurveillance » (« CCTV » étant l'abréviation de  « closed-circuit television », « vidéosurveillance ») ; il s'agit probablement d'un jeu de mots avec l'expression « one nation under God » (« une nation sous l'autorité de Dieu »), présente dans le serment d'allégeance au drapeau des États-Unis. La peinture est par ailleurs située à gauche d'une caméra de vidéosurveillance.

## Historique
L'œuvre est peinte en avril 2008. Un groupe contacte un jour le Royal Mail au sujet de travaux nécessitant d'être effectués sur l'un des murs et obtient finalement l'autorisation de monter un échafaudage afin de les réaliser. Six jours plus tard, l'échafaudage est démonté et l'œuvre est ainsi révélée.
En octobre 2008, le conseil de la Cité de Westminster déclare que l'œuvre est un graffiti et qu'en conséquence, le mur sur laquelle elle s'appuie doit être repeint,. Le conseil spécifie explicitement que Banksy, malgré sa réputation, « n'a pas plus le droit de peindre des graffiti qu'un enfant » ; selon Robert Davis, membre du conseil, « accepter [cette peinture] revient à autoriser les graffiti dans tout Londres ». L'œuvre est finalement recouverte en mars 2009.
Il ne s'agit pas de la première œuvre d'art urbain controversée de Banksy : à Londres, Bristol ou Liverpool, d'autres graffitis ont été effacés. Certains ont cependant été conservés : à Bristol, sur Park Street (en), le conseil municipal vote en 2009 la conservation de Well Hung Lover, une œuvre représentant un homme nu, pendu par la main à la fenêtre de sa maîtresse tandis que son mari le recherche.